# Partidul Socialismului Democrat (Germania)
Partidul Socialismului Democrat (în germană Partei des Demokratischen Sozialismus, acronim PDS) a fost un partid politic populist de stânga din Germania activ între 1989 și 2007. A fost succesorul legal al Partidului Unității Socialiste din Germania comunist, care a condus Republica Democrată Germană (Germania de Est) ca singurul partid legal de facto până în 1990. Din 1990 până-n 2005, PDS a fost considerat ca fiind „partidul de stânga al Estului”. În timp ce a obținut un sprijin minim în vestul Germaniei, a câștigat în mod regulat între 15% și 25% din voturi în estul Germaniei, intrând în coaliții guvernamentale cu Partidul Social Democrat din Germania în landurile Mecklenburg-Vorpommern și Berlin.
În 2005, PDS a fost redenumit în Partidul Stângii.PDS (Die Linkspartei.PDS) intrând într-o alianță electorală cu partidul fondat în vestul Germaniei Munca și Justiția Socială – Alternativa Electorală (WASG) și a câștigat 8,7% din voturi la alegerile federale din septembrie 2005 (mai mult decât dublul celor 4% din voturi obținute de PDS singur la alegerile din 2002). Pe 16 iunie 2007, cele două grupări au fuzionat formând un nou partid denumit Stânga (Die Linke).
Partidul a avut numeroase politici social-progresiste, incluzând sprijinul pentru legalizarea căsătoriei între persoane de același sex și un mai mare ajutor social pentru imigranți.
Pe plan extern, Partidul Stângii.PDS a fost cofondator al Partidului Stângii Europene și a fost cel mai mare partid din grupul europarlamentar Stânga Unită Europeană – Stânga Verde Nordică (GUE/NGL).

## Istorie

### Căderea comunismului
La 18 octombrie 1989, liderul longeviv est-german, Erich Honecker, a fost forțat să demisioneze din funcția de secretar general al Partidului Unității Socialiste din Germania (SED), sub presiunea ambelor mișcări pentru drepturile civile din Republica Democrată Germană și a bazei partidului în sine. El a fost înlocuit de Egon Krenz, care nu a fost însă capabil să oprească prăbușirea partidului și a guvernului. La 9 noiembrie 1989 a căzut Zidul Berlinului, granițele dintre Germania de Est și Germania au fost redeschise și la 1 decembrie 1989 Volkskammer-ul a abrogat prevederile constituționale care confereau SED-ului monopolul puterii în RDG.
La 3 decembrie 1989, Krenz și întregul biroul politic al SED și-a dat demisia și au fost cu toții excluși din partid de către comitetul central, care la rândul său s-a dizolvat la scurt timp după aceea. Acest lucru a împuternicit o generație mai tânără de politicieni reformiști din clasa socialistă conducătoare a Germaniei de Est, care au considerat glasnostul și perestroika președintelui sovietic Mihail Gorbaciov drept modelul lor pentru schimbarea politică. Reformatori precum autorii Stefan Heym și Christa Wolf și avocatul Gregor Gysi, avocatul dizidenților precum Robert Havemann și Rudolf Bahro, au început curând să reinventeze un partid infam pentru ortodoxia sa rigidă marxist-leninistă și metodele polițienești.
Un congres special de partid s-a reunit în Dynamo-Sporthalle din Berlinul de Est în perioada 8-9 decembrie 1989 și l-a ales pe Gregor Gysi ca noul președinte al partidului, alături de Hans Modrow și Wolfgang Berghofer ca adjuncți ai săi. Până la o conferință specială de partid din 16 decembrie 1989, era evident că SED nu mai era un partid marxist-leninist. În cea de-a doua sesiune, partidul a acceptat propunerea lui Gysi ca partidul să adopte o nouă denumire, „Partidul Socialismului Democrat”. Gysi a simțit că este necesară schimbarea numelui pentru a îndepărta partidul reformat de trecutul său represiv. Propunerea a venit imediat după un discurs al lui Michael Schumann care a evidențiat nedreptățile comise sub SED și a distanțat conferința de anumiți lideri de partid de profil înalt – în special Honecker și ultimul lider comunist al țării, Egon Krenz. Mai presus de toate, discursul lui Schumann a deschis calea pentru reinventarea partidului, folosind o frază care a fost mult citată ulterior: „Ne rupem irevocabil de stalinism ca sistem!” A urmat o scurtă perioadă de tranziție, în care partidul. a fost numit „Partidul Unității Socialiste din Germania – Partidul Socialismului Democrat” (SED – PDS).
Până la sfârșitul anului 1989, ultimii membri de linie dură ai Comitetului Central al partidului fie au demisionat, fie au fost alungați; între timp, până în 1990, 95% din cei 2,3 milioane de membri ai SED părăsiseră partidul. La 4 februarie 1990, partidul a fost redenumit în mod oficial PDS. Cu toate acestea, facțiunile minoritare neo-marxiste și comuniste au continuat să existe. Până în momentul în care partidul se redenumise în mod oficial Partidul Socialismului Democrat (PDS) și îi expulsese pe cei mai mulți dintre liderii proeminenți rămași din epoca comunistă din rândurile sale, inclusiv Honecker și Krenz. Între timp, o fracțiune dură de marxisti-leniniști, care se opuneau reformelor, s-a despărțit de partid și a reînființat Partidul Comunist din Germania (KPD), care i-a inclus pe Erich și Margot Honecker în rândurile sale.
Acest lucru nu a fost suficient pentru a salva partidul când s-a confruntat cu alegătorii pentru prima dată la alegerile est-germane din 1990 – primele și singurele alegeri libere organizate în Germania de Est. Partidul a fost complet învins, câștigând doar 66 de locuri în Volkskammer, din cele 400 de locuri, terminând la o treime distanță în spatele aripilor est-germane ale Uniunii Creștin Democrate și Partidului Social Democrat recent refondat.

### Germania reunificată
La primele alegeri germane din 1990, PDS a câștigat doar 2,4% din voturile la nivel național. Cu toate acestea, o excepție unică de la legea electorală a Germaniei a permis partidelor din est să se califice pentru reprezentare dacă obțin cinci la sută din voturi în fosta Germanie de Est. Drept urmare, PDS a intrat în Bundestag cu 17 deputați conduși de Gysi. Cu toate acestea, a fost considerat doar un „grup” în cadrul Bundestagului, și nu o facțiune parlamentară cu drepturi depline.
La alegerile federale din 1994, în ciuda unei campanii anticomuniste a creștin-democraților de la guvernare denumită „Șosetele Roșii”, menită să sperie alegătorii din est, PDS și-a mărit votul la 4,4%. Mai important, Gysi a fost reales din circumscripția sa din Berlin, iar alți trei membri PDS au fost aleși din districtele din fostul Berlin de Est, baza de putere a partidului. Conform unei prevederi a constituției germane menită să beneficieze partidele regionale, un partid care câștigă cel puțin trei locuri alese în mod direct este eligibil pentru reprezentare proporțională, chiar dacă nu depășește pragul de cinci procente. Acest lucru i-a permis să intre din nou în Bundestag cu un caucus lărgit de 30 de deputați. La alegerile federale din 1998, partidul a atins apogeul în istoricul său, adunând 5,1% din voturile naționale și 36 de locuri, depășind astfel pragul critic de 5% necesar pentru reprezentarea proporțională garantată și statutul parlamentar deplin în Bundestag.
Viitorul partidului părea strălucitor, dar suferea de o serie de slăbiciuni, dintre care nu în ultimul rând dependența de Gysi, considerat de susținători și critici deopotrivă o super vedetă în politica germană, care stătea în contrast puternic cu un membru general incolor. Demisia lui Gysi în 2000, după ce a pierdut o dezbatere politică cu cei din aripa stângă din partid, a generat în curând probleme pentru PDS. La alegerile federale din 2002, votul partidului a scăzut înapoi la 4,0% și a reușit să dețină doar doi parlamentari aleși direct din districtele lor, Petra Pau și Gesine Lötzsch.
După dezastrul din 2002, PDS a adoptat un nou program și a reinstalat în calitate de președinte un respectat, moderat, aliat al lui Gysi, Lothar Bisky. Un sentiment reînnoit de încredere în sine a revigorat partidul în curând. La alegerile pentru Parlamentul European din 2004, PDS a câștigat 6,1% din voturi la nivel național, cel mai mare total la acel moment în cadrul alegerilor federale. Baza sa electorală din statele est-germane a continuat să crească, unde s-a clasat alături de CDU și SPD unul dintre cele trei partide puternice din regiune. Cu toate acestea, numărul scăzut de membri și sprijinul alegătorilor din statele occidentale ale Germaniei au continuat să afecteze partidul la nivel federal până când acesta a format o alianță electorală în iulie 2005 cu Muncă și Justiție Socială – Alternativa Electorală (WASG), o facțiune de stânga a social-democraților dizidenți și sindicaliștilor care se despărțiseră de SPD cu câteva luni înainte, lista fuzionată fiind numită Partidul Stângii. La alegerile federale din 2005, Partidul de Stânga a obținut 8,7% din voturile la nivel național și a câștigat 54 de locuri în Bundestag-ul german.

### Alianța cu WASG
După negocieri maraton, PDS și WASG au convenit asupra condițiilor pentru o listă comună pentru a concura la alegerile federale din 2005 și s-au angajat să se unifice într-un singur partid de stânga în 2006 sau 2007. Potrivit pactului, partidele nu au concurat unul împotriva celuilalt în niciun district. În schimb, candidații WASG — inclusiv fostul lider SPD, Oskar Lafontaine — au fost nominalizați pe lista electorală a PDS. Pentru a simboliza noua relație, PDS și-a schimbat numele în Partidul Stângii/PDS sau Stânga/PDS, cu literele „PDS” opționale în statele vestice, unde mulți alegători încă considerau PDS ca un partid „estic”.

Alianța a oferit o bază electorală puternică în est și a beneficiat de potențialul de alegători în creștere al WASG în vest. Gregor Gysi, revenind la viața publică la numai câteva luni după o intervenție chirurgicală pe creier și două atacuri de cord, a împărtășit la lumina reflectoarelor cu Lafontaine în calitate de co-lider al campaniei energice și profesionale a partidului. Ambii politicieni au coprezidat grupul Stângii în Bundestag-ul german după alegeri.

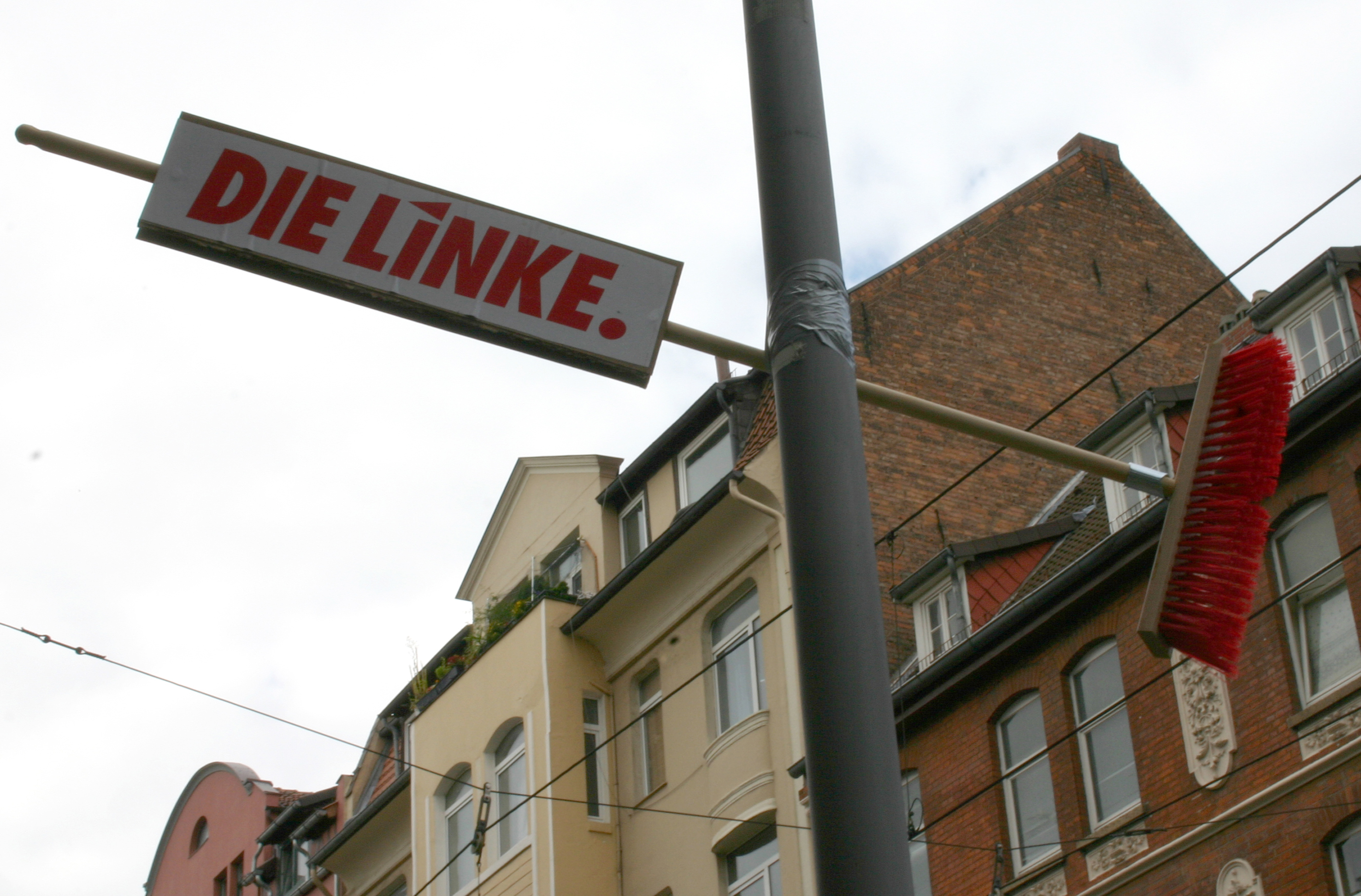
Campania pentru alegerile din 2005

Sondajele de la începutul verii lui 2005 au arătat că lista unificată a Stângii a avut o „creștere mare”, câștigând până la 12% din voturi, iar pentru o perioadă a părut posibil ca partidul să treacă peste partidul Alianța '90/Verzii și Partidul Liber Democrat pro-business și a devenit a treia cea mai puternică forță din Bundestag. Dar, alarmați de creșterea neașteptată a Stângii în sondaje, politicienii germani i-au catalogat pe Lafontaine și Gysi drept „populiști de stânga” și „demagogi” și au acuzat partidul că flirtează cu alegătorii neonaziști. O gafă a lui Lafontaine, care a descris „lucrătorii străini” drept o amenințare într-un discurs de la începutul campaniei, a oferit muniție pentru acuzațiile că Stânga a încercat să exploateze xenofobia germană.
Deși sindicatele odată puternice ale Germaniei s-au distanțat de Stânga la alegerile federale din 2005, unii lideri sindicali și-au exprimat interesul să coopereze cu partidul după alegeri. O serie de lideri sindicali regionali și funcționari de nivel mediu au fost susținători activi.

#### Rezultatul alegerilor federale din 2005
La alegerile federale din 2005, Partidul Stângii a devenit al patrulea partid ca mărime din Bundestag, cu 54 de membri ai Parlamentului (deputați) (lista completă), în fața Verzilor (51 de deputați), dar în spatele Partidului Liber Democrat (61 de deputați). Trei deputați ai Partidului Stângii au fost aleși direct pe bază de circumscripție: Gregor Gysi, Gesine Lötzsch și Petra Pau, toți în circumscripțiile Berlinului de Est. În plus, 51 de deputați ai Partidului Stângii au fost aleși prin elementul listei de partid din sistemul de reprezentare proporțională a membrilor suplimentari ai Germaniei. Printre aceștia se numără Lothar Bisky, Katja Kipping, Oskar Lafontaine și Paul Schäfer. Pe lângă Lafontaine, o serie de alți dezertori importanți din SPD au câștigat alegerile pentru Bundestag pe lista Partidului Stângii, inclusiv un lider proeminent al minorității turce din Germania, Hakkı Keskin, judecătorul Curții Constituționale Federale Germane Wolfgang Neskovic și fostul lider al SPD din Baden-Württemberg, Ulrich Maurer.

Când au fost numărate voturile, partidul și-a dublat votul federal de la 1,9 milioane (rezultat PDS în 2002) la peste 4 milioane - inclusiv o intrare electorală în Saarland-ul industrial, unde, pentru prima dată într-un stat vestic, i-a depășit pe Verzi și FDP, lucru datorat, în mare parte, popularității lui Lafontaine și rădăcinilor sale din Saarland. Acum este al doilea cel mai puternic partid din trei state, toate din fosta RDG (Brandenburg, Saxonia-Anhalt, Turingia) și al treilea cel mai puternic din alte patru state, toate cu excepția Saarland-ului din fosta RDG (Saarland, Berlin, Saxonia, Mecklenburg-Vorpommern). A fost singurul partid care a câștigat votul de tip protest al alegătorilor din spectrul politic larg al Germaniei: aproape un milion de alegători social-democrați au ales să voteze cu Stânga, în timp ce creștin-democrații și verzii au pierdut împreună o jumătate de milion de voturi în fața partidului care renaște.

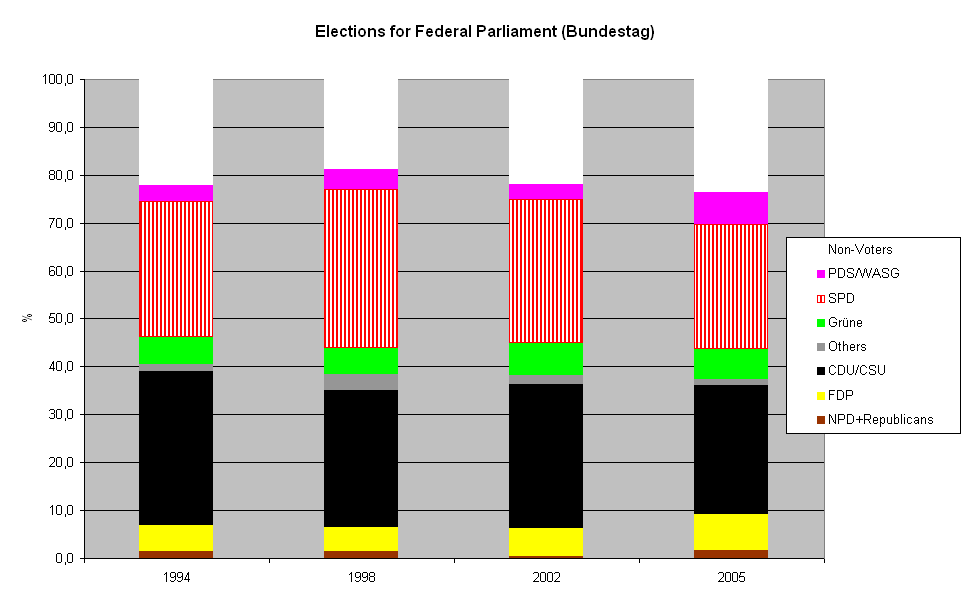
Rezultatele la alegerile federale

Sondajele exit-poll au arătat că stânga a avut un apel unic pentru non-alegători: 390.000 de germani care au refuzat să susțină vreun partid în 2002 s-au întors la urne pentru a vota cu Partidul Stângii. Imaginea Stângii ca ultima linie de apărare a „statului social” tradițional al Germaniei (Sozialstaat) s-a dovedit a fi un magnet pentru alegătorii din vestul și estul Germaniei.
Toate celelalte partide consacrate au exclus posibilitatea unei coaliții cu Partidul Stângii înainte de alegeri (cu alte cuvinte, un cordon sanitar) și au refuzat să-și reconsidere în lumina gradului de apropiere a rezultatului alegerilor, care a împiedicat formarea unei coaliții ideologic-coerentă pentru obținerea majorității. Posibilitatea unui guvern minoritar format din SPD și Verzi, sprijinit de Partidul Stângii, a fost cea mai apropiată posibilitate ca Partidul Stângii să poată participa la guvernare după aceste alegeri.

#### Alegerile de stat din 2006
Partidul Stângii a suferit pierderi serioase la alegerile din 2006 pentru guvernul orașului-stat din Berlin, pierzând aproape jumătate din voturi și scăzând la 13%, cu puțin în fața Verzilor. Popularul primar social-democrat al Berlinului, Klaus Wowereit, a decis totuși să păstreze partidul slăbit ca partener de coaliție.
În Mecklenburg-Vorpommern, Partidul Stângii nu a suferit pierderi serioase și a rămas al treilea cel mai puternic partid din stat. Cu toate acestea, a fost renunțat la calitatea de partener de coaliție în guvernul local condus de premierul social-democrat, Harold Ringstorff, și a condus opoziția în adunarea de stat.
În ciuda pierderilor de la Berlin, sprijinul pentru Partidul Stângii/PDS și aliatul său WASG a rămas stabil la aproximativ opt până la zece la sută din voturi. Cooperarea dintre cele două părți la nivel național și în delegația lor unică a Bundestagului a fost în mare parte lipsită de tensiuni. Deși o minoritate de membri WASG s-au opus fuziunii celor două partide programată pentru iunie 2007, noul partid – Stânga – a fost pe scena politică a Germaniei înainte de alegerile federale.

## Prezența în landuri și în guvernele locale
PDS a avut experiență ca partener junior de coaliție în două state federale — Berlin și Mecklenburg-Pomerania Inferioară— unde a co-guvernat până în 2006 cu Partidul Social Democrat din Germania (SPD). Responsabilitatea politică a șters reputația Stângii ca fiind un ideologic, devenind un partid pragmatic. A rămas puternic în administrația locală din estul Germaniei, cu peste 6.500 de consilieri și 64 de primari aleși. Partidul a continuat să câștige alegători în est, subliniind competența politică și a refuzat să fie etichetat ca doar un „partid de protest”, deși cu siguranță a atras milioane de alegători dezamgăiți de partidele tradiționale la alegerile federale, profitând de pe urma nemulțumirii tot mai mari față de șomajul ridicat și reducerea asigurărilor publice de sănătate, a prestațiilor de șomaj și drepturilor muncii.

## Controverse

### Conexiunile cu Stasi
După reunificarea Germaniei, membri de frunte ai PDS au fost frecvent suspectați că au legături cu poliția secretă a Germaniei de Est, Stasi (Serviciul Securității Statului). La scurt timp după alegerile federale din 2005, Marianne Birthler, oficialul responsabil cu arhivele Stasi, a acuzat Partidul Stângii că adăpostește cel puțin șapte foști informatori ai Stasi în grupul său parlamentar nou ales. Aproximativ în același timp, mass-media a dezvăluit că Lutz Heilmann, un deputat al Partidului Stângii în Bundestag din statul Schleswig-Holstein, a lucrat de câțiva ani pentru Stasi. În timp ce prima acuzație s-a dovedit a fi falsă, legătura lui Heilmann cu Stasi a rămas controversată. Deși Heilmann a servit ca gardă de corp, nu ca informator sau ofițer de poliție secretă, el a încălcat un regulament al Partidului Stângii care obliga candidații să-și dezvăluie implicarea în Stasi. Cu toate acestea, apartenența la Partidul Stângii din Schleswig-Holstein a trecut cu un vot de încredere pentru Heilmann, iar el a continuat să rămână în Bundestag.
Acuzațiile legate de trecutul legat de Stasi au fost, de asemenea, un factor în decizia Bundestag-ului de a-l respinge pe Lothar Bisky drept candidat al Partidului Stângii pentru funcția de vicepreședinte al parlamentului. Deși candidatura lui Bisky a fost susținută de Verzi și de unii lideri creștin-democrați și social-democrați, inclusiv cancelarul Angela Merkel, după două voturi eșuate, partidul și-a retras nominalizarea. Cinci luni mai târziu, Petra Pau din Partidul Stângii a fost aleasă vicepreședinte.
În Saxonia, președintele Partidului Stângii, Peter Porsch, s-a confruntat cu pierderea mandatului său în parlamentul saxon din cauza presupusului său trecut în Stasi. În mai 2006, toate partidele reprezentate în parlament, cu excepția Partidului Stângii, au votat pentru inițierea procedurilor împotriva lui Porsch. Cu toate acestea, în noiembrie, curtea constituțională a statului a respins plângerea împotriva lui Porsch din motive tehnice.

### Activele SED
SED a sechestrat bani în străinătate în conturi secrete, inclusiv unele care au apărut în Liechtenstein în 2008. Aceștia au fost returnați guvernului german, deoarece PDS a respins pretențiile privind activele SED-ului de peste mări în 1990. Marea majoritate a activelor SED interne au fost transferate guvernului RDG înainte de unificare. Problemele juridice legate de taxele întârziate eventual datorate de PDS pe activele fostului SED au fost în cele din urmă soluționate în 1995, când un acord între PDS și Comisia Independentă pentru Proprietatea Partidelor Politice și Organizațiilor de Masă din RDG a fost confirmat de Curtea Administrativă din Berlin.

## Rezultate electorale

### Parlamentul Federal (Bundestag)
| An      | Număr de voturi în circumscripții | Număr de voturi pentru lista de partid | % de voturi pentru lista de partid | Total locuri câștigate | +/−  |
| ------- | --------------------------------- | -------------------------------------- | ---------------------------------- | ---------------------- | ---- |
| 1990    | 1,049,245                         | 1,129,578                              | 2.4 (#5)                           | 17 / 614               | ▲ 17 |
| 1994    | 1,920,420                         | 2,066,176                              | 4.4 (#5)                           | 30 / 622               | ▲ 13 |
| 1998    | 2,416,781                         | 2,515,454                              | 5.1 (#5)                           | 36 / 631               | ▲ 6  |
| 2002    | 2,079,203                         | 1,916,702                              | 4.0 (#5)                           | 2 / 603                | ▼ 34 |
| 2005[a] | 3,764,168                         | 4,118,194                              | 8.7 (#4)                           | 54 / 614[b]            | ▲ 52 |

- a Ca WASG și PDS
- b 24 - WASG; 30 - PDS

### Volkskammer(Germania de Est)
| An   | Număr de voturi | % din voturi | Total locuri câștigate | +/−  |
| ---- | --------------- | ------------ | ---------------------- | ---- |
| 1990 | 1,892,381       | 16.4 (#3)    | 66 / 400               | ▼ 61 |

### Parlamentul European
| An   | Numărul de voturi pentru lista de partid | % din voturile pentru lista de partid | Total locuri câștigate | +/− |
| ---- | ---------------------------------------- | ------------------------------------- | ---------------------- | --- |
| 1994 | 1,670,316                                | 4.7 (#4)                              | 0 / 99                 | –   |
| 1999 | 1,567,745                                | 5.8 (#4)                              | 6 / 99                 | ▲ 6 |
| 2004 | 1,579,109                                | 6.1 (#4)                              | 7 / 99                 | ▲ 1 |